# Neutro (elettrotecnica)

Conduttore Neutro secondo la normativa europea

Il neutro è un conduttore elettrico che, in un impianto elettrico a corrente alternata, serve da percorso di ritorno per la corrente elettrica dopo che questa ha attraversato un carico, completando il circuito iniziato dal conduttore di fase. Nei sistemi trifase, il conduttore neutro trasporta corrente solo in presenza di carichi sbilanciati.
Nel contesto di un sistema elettrico, quando la corrente elettrica fluisce da una sorgente di alimentazione (come una spina elettrica o una presa elettrica) attraverso un carico elettrico (ad esempio una lampadina o un elettrodomestico) e successivamente ritorna alla sorgente, il neutro fornisce il percorso di ritorno per la corrente, completando il circuito.
In un sistema monofase, la corrente elettrica che scorre nel neutro è, in condizioni ideali, uguale in intensità e opposta in fase a quella che attraversa la fase, risultando quindi nel completamento del circuito. In un sistema trifase, invece, la corrente nel conduttore neutro è pari alla somma vettoriale delle correnti delle tre fasi: se il sistema è perfettamente simmetrico ed equilibrato, tale somma è nulla e la corrente nel neutro risulta assente.
A livello internazionale, il conduttore neutro è identificato, secondo la norma IEC 60445, con il colore blu chiaro. Negli Stati Uniti d'America, il neutro è generalmente contrassegnato con il colore bianco o grigio, mentre in alcuni paesi anglosassoni era tradizionalmente identificato con il colore nero fino al 31 marzo 2004.
Per distinguere il conduttore di fase da quello di neutro in un sistema monofase, è possibile utilizzare un cercafase (per un'indicazione qualitativa) oppure, con maggiore precisione, un multimetro impostato per la misurazione della tensione rispetto alla terra.

## Descrizione

Sistema trifase con neutro

Il sistema trifase configurato a stella, con conduttore di neutro, è composto da tre fasi identificate come {\displaystyle 1}, {\displaystyle 2} e {\displaystyle 3}, le quali convergono rispettivamente nei centri stella del generatore e del carico elettrico, indicati con i nodi {\displaystyle O} e {\displaystyle O'}. Questi due nodi sono collegati tra loro tramite il conduttore neutro {\displaystyle N}. La prima fase del sistema (così come la seconda e la terza) è attraversata da una corrente di fase {\displaystyle {\overline {I}}_{1}} ed è alimentata da una tensione elettrica {\displaystyle {\overline {E}}1}. Su un'impedenza {\displaystyle {\overline {Z}}1} si verifica una caduta di tensione pari a {\displaystyle {\overline {V}}{1O'}}. Assumendo che il conduttore neutro sia idealmente privo di impedenza (ossia assimilabile a un cortocircuito), la tensione tra i due centri stella risulta nulla: {\displaystyle {\overline {V}}{OO'}=0}. Nonostante ciò, il neutro può essere comunque attraversato da una corrente {\displaystyle {\overline {I}}_{N}}, che, secondo la prima legge di Kirchhoff, corrisponde alla somma vettoriale delle tre correnti di fase:
{\displaystyle {\overline {I}}_{N}={\overline {I}}_{1}+{\overline {I}}_{2}+{\overline {I}}_{3}}.
In presenza di carichi perfettamente equilibrati, tale somma è nulla e il conduttore neutro non è percorso da corrente.
Poiché tra i due centri stella del sistema la tensione è nulla ({\displaystyle {\overline {V}}_{OO'}=0}), e assumendo che il nodo {\displaystyle O'} sia scelto come potenziale di riferimento (ossia equipotenziale al nodo {\displaystyle O}), è possibile determinare la corrente di fase applicando la legge di Ohm: {\displaystyle {\overline {I}}_{1}={\tfrac {{\overline {E}}_{1}}{{\overline {Z}}_{1}}}}, dove {\displaystyle {\overline {E}}_{1}} rappresenta la tensione tra la fase 1 e il neutro, e {\displaystyle {\overline {Z}}_{1}} è l’impedenza del carico collegato tra fase e neutro.
La corrente di neutro diventa quindi:
La corrente nel conduttore di neutro in un sistema trifase può essere espressa come la somma fasoriale delle correnti di fase, che si calcolano applicando la legge di Ohm alle tensioni di fase rispetto al neutro e alle impedenze dei carichi corrispondenti:
{\displaystyle {\overline {I}}_{N}={\frac {{\overline {E}}_{1}}{{\overline {Z}}_{1}}}+{\frac {{\overline {E}}_{2}}{{\overline {Z}}_{2}}}+{\frac {{\overline {E}}_{3}}{{\overline {Z}}_{3}}}}, dove {\displaystyle {\overline {E}}_{1},{\overline {E}}_{2},{\overline {E}}_{3}} sono le tensioni di fase riferite al neutro e {\displaystyle {\overline {Z}}_{1},{\overline {Z}}_{2},{\overline {Z}}_{3}} le impedenze dei rispettivi carichi. Le grandezze sono espresse come fasori complessi, quindi la somma considera sia il modulo sia la fase delle correnti.

### Sistema simmetrico ed equilibrato
Il sistema trifase si definisce simmetrico se le tre tensioni di alimentazione hanno lo stesso modulo e sono sfasate tra loro di {\displaystyle {\tfrac {2}{3}}\pi }, risultando così simmetriche. Definito l’operatore {\displaystyle \alpha =e^{j{\frac {2}{3}}\pi }}, di modulo unitario {\displaystyle |\alpha |=1} e di argomento {\displaystyle \angle \alpha ={\tfrac {2}{3}}\pi }, scegliendo come riferimento la tensione di alimentazione {\displaystyle {\overline {E}}_{1}}, si può esprimere la terna simmetrica mediante {\displaystyle {\overline {E}}_{2}=\alpha {\overline {E}}_{1}} e {\displaystyle {\overline {E}}_{3}=\alpha ^{2}{\overline {E}}_{1}}.
In un sistema trifase simmetrico, la corrente di neutro è quindi data da:
{\displaystyle {\overline {I}}_{N}={\frac {{\overline {E}}_{1}}{{\overline {Z}}_{1}}}+{\frac {\alpha {\overline {E}}_{1}}{{\overline {Z}}_{2}}}+{\frac {\alpha ^{2}{\overline {E}}_{1}}{{\overline {Z}}_{3}}}}
Se il sistema è anche equilibrato, ovvero {\displaystyle {\overline {Z}}_{1}={\overline {Z}}_{2}={\overline {Z}}_{3}={\overline {Z}}}, la corrente nel neutro si annulla poiché:{\displaystyle {\overline {I}}_{N}={\overline {E}}_{1}\left({\frac {1}{\overline {Z}}}+{\frac {\alpha }{\overline {Z}}}+{\frac {\alpha ^{2}}{\overline {Z}}}\right)={\frac {{\overline {E}}_{1}}{\overline {Z}}}(1+\alpha +\alpha ^{2})=0}, sfruttando l’identità caratteristica delle radici cubiche dell’unità: {\displaystyle 1+\alpha +\alpha ^{2}=0}.

## Il neutro nei sistemi elettrici
Le modalità di connessione del neutro e del collegamento a terra negli impianti elettrici si classificano secondo le seguenti configurazioni standardizzate:
- TT
- TN-C
- TN-S
- TN-C-S
- IT

La prima lettera indica lo stato di messa a terra del neutro:
- T = neutro collegato direttamente a terra o tramite un’impedenza trascurabile;
- I = neutro isolato o non collegato direttamente a terra.

La seconda lettera indica lo stato di messa a terra delle masse (parti metalliche estranee):
- T = masse collegate direttamente a terra mediante un impianto di terra separato da quello del neutro;
- N = masse collegate direttamente al punto neutro dell’alimentazione, tipicamente al centro stella del trasformatore, dove il neutro è a terra.

Le lettere successive descrivono la disposizione e la funzione dei conduttori neutro e di protezione:
- S (separato) = conduttore di protezione distinto e separato dal conduttore neutro;
- C (combinato) = conduttore neutro e conduttore di protezione sono combinati nello stesso conduttore.

In sintesi, in riferimento al neutro, le configurazioni principali possono essere classificate come:
- Neutro isolato o flottante – tipico del sistema IT, dove il neutro non è collegato direttamente a terra oppure lo è tramite un’elevata impedenza;

- Neutro messo a terra direttamente – presente nei sistemi TT e TN, dove il neutro è collegato direttamente al suolo, generalmente nel punto di origine della rete;

- Neutro messo a terra tramite impedenza – una variante del sistema IT, in cui il neutro è collegato a terra attraverso un’impedenza controllata (usata per limitare le correnti di guasto a terra).

### Caratteristiche del neutro nelle varie reti
In alta tensione (tipicamente tra i 220 kV e i 380 kV), il neutro non viene distribuito agli utenti finali, ma è collegato permanentemente ed efficacemente a terra presso i nodi della rete, al fine di garantire la stabilità del sistema e la sicurezza operativa in ogni condizione di esercizio.
Nelle reti di alta tensione con livelli di tensione elettrica compresi tra i 120 kV e i 150 kV, il neutro non viene distribuito, ma è messo a terra in modo selettivo, ovvero non in tutte le condizioni di esercizio della rete, a seconda della configurazione del sistema e delle strategie di protezione adottate.
Le linee in media tensione (tipicamente tra 10 kV e 35 kV) possono essere esercite secondo diverse modalità di collegamento del neutro, tra cui:
- Neutro messo a terra tramite resistenza, utilizzato in particolari contesti industriali per limitare le correnti di guasto a terra;
- Neutro compensato, mediante l’impiego di una bobina di Petersen (o bobina di compensazione), per annullare la corrente capacitiva in caso di guasto monofase a terra;
- Neutro isolato, ovvero non collegato a terra, soluzione tradizionalmente usata nelle reti di distribuzione MT per garantire la continuità del servizio in caso di guasti monofase a terra di breve durata.

Gli ultimi due casi di esercizio del neutro — ovvero il neutro compensato e il neutro isolato — si riscontrano principalmente nelle reti pubbliche di distribuzione in media tensione, in quanto consentono di garantire la continuità del servizio anche in presenza di guasti monofase a terra.
Nelle reti di distribuzione in bassa tensione (tipicamente 230 V ÷ 400 V), il neutro è generalmente sempre distribuito, fatta eccezione per alcune situazioni particolari, tra cui:
- Vecchie reti urbane, in cui la distribuzione avviene direttamente tra due fasi (sistema fase/fase 230 V), senza l’impiego del neutro;
- Impianti industriali trifase, dove la distribuzione avviene esclusivamente tra le tre fasi, senza necessità di conduttore di neutro, in presenza di carichi equilibrati.

A causa della relativa frequenza dei guasti monofase a terra nelle linee elettriche in media tensione, e del rischio associato alle elevate correnti di guasto verso terra, diversi gestori di rete stanno progressivamente convertendo il regime del neutro da isolato a compensato, mediante l'adozione di bobine di Petersen per compensare la corrente capacitiva dispersa verso terra.
Le modalità tecniche e operative per l’attuazione di tale transizione sono definite dalla regola tecnica DK 5600, pubblicata nel marzo 2004, la quale stabilisce i criteri di progettazione, installazione e gestione del sistema a neutro compensato mediante bobina di Petersen.

## Riduzione del conduttore neutro
In tutti i sistemi trifase, il nodo neutro è rappresentato dal punto di collegamento a stella (detto anche centro stella) del trasformatore. In condizioni di equilibrio, la somma vettoriale delle correnti di fase è nulla, pertanto, in un sistema trifase equilibrato, la corrente che circola nel conduttore neutro è teoricamente pari a zero.
Nella pratica, tuttavia, a causa di sbilanciamenti nei carichi e della presenza di armoniche, la corrente nel neutro non è mai esattamente nulla, ma assume valori generalmente molto inferiori rispetto a quelli dei conduttori di fase.
Per questo motivo, la norma tecnica CEI 64-8 consente di dimensionare la sezione del conduttore neutro a un valore pari alla metà di quella del conduttore di fase, nel caso di conduttori con sezione uguale o superiore a 16 mm2 in rame (o 25 mm2 in alluminio), a condizione che non siano presenti carichi fortemente squilibrati o armoniche significative.
Saranno inoltre osservate le seguenti condizioni:
- Si assume che il carico sulle fasi sia bilanciato; la massima corrente presumibile in regime permanente non deve superare la portata di corrente della sezione ridotta del conduttore neutro. Nel calcolo di questa corrente massima deve essere considerata anche la componente delle correnti armoniche superiori che possono interessare il conduttore neutro.
- Il conduttore neutro deve essere protetto contro i cortocircuiti mediante il dispositivo di protezione dei conduttori di fase, in conformità agli schemi TN o TT.»

## Corrente nel neutro con utilizzo di apparati elettronici
La crescente diffusione di alimentatori elettronici, iniziata negli anni '90, ha spesso comportato la generazione di disturbi sulla rete elettrica sotto forma di armoniche multiple. L'ampiezza delle armoniche dipende dalla tecnologia costruttiva specifica dell'alimentatore; per una rete con frequenza nominale di 50 Hz, sono particolarmente comuni le armoniche a 150 Hz, 250 Hz, 450 Hz, 750 Hz e frequenze superiori. Le armoniche di ordine triplo (come la terza) tendono a sommarsi nel conduttore neutro, creando condizioni in cui la corrente totale nel neutro può superare quella delle fasi, generando surriscaldamento del conduttore neutro stesso. In tali circostanze, non è possibile ridurre la sezione del conduttore neutro, poiché ciò aumenterebbe il rischio di incendio.Pertanto, le alimentazioni a valle degli UPS, che servono carichi elettronici e informatici, devono essere dimensionate tenendo conto della possibile presenza di componenti armoniche significative.
Nel calcolo {\displaystyle I^{2}t\leq K^{2}S^{2}} (vedi nota), il valore di I deve includere anche la ∑ delle correnti armoniche. In questi casi, il conduttore neutro dovrà avere almeno la stessa sezione dei conduttori di fase.
In condizioni particolarmente gravose (ad esempio con un elevato contenuto di armoniche di terzo ordine), la corrente circolante nel neutro può superare quella di fase. In tali casi, il conduttore neutro potrà essere sovradimensionato fino a 1,5 volte la sezione dei conduttori di fase.